# Dick Garcia
Dick Garcia (* als Richard Joseph Garcia am 11. Mai 1931 in New York) ist ein US-amerikanischer Jazzgitarrist des Modern Jazz. Er spielte mit Charlie Parker und Bill Evans.

## Leben und Wirken
Garcia begann mit neun Jahren Gitarre zu spielen und erhielt 1944/45 Unterricht. 1950 spielte er bei Tony Scott, 1952 bei George Shearing. In diese Zeit fällt auch die Beteiligung an zwei Titeln von Charlie Parker – Don’t Blame Me und Ornithology. 1955 arbeitete Garcia bei Joe Roland, 1956 bei Aaron Sachs und ein weiteres Mal bei Tony Scott 1955/56. Mit dessen Mitwirkung entstand sein eigenes Album A Message From Garcia, bei dem auch Bill Evans mitspielte. Danach arbeitete Garcia als freischaffender Musiker, kehrte aber 1959 zu George Shearing zurück. Er war außerdem an Plattenaufnahmen mit Milt Buckner, Joe Puma und Lennie Hambro beteiligt.

## Auswahldiskographie
- Dick Garcia Quartet/Quintet: A Message From Garcia[3]  (Dawn, 1956) mit Bill Evans, Tony Scott, Gene Quill, Frank Isola, Jerry Bruno, Tony Scott
- Charlie Parker: The Bird Flies Deep (Atlantis, 1945–53)
- Tony Scott Both Sides of Tony Scott (RCA/Fresh Sound, 1956)
- Aaron Sachs Sextet: Jazzville Vol. 3 (Dawn/Fresh Sound, 1956)
- George Shearing: The Swinging’s Mutual (Capitol Jazz, 1960/61)